# Silent Alarm Remixed

Peu de temps après la sortie de leur premier album Silent Alarm, Bloc Party ressort un album totalement remixé du nom de Silent Alarm Remixed.

## Liste des chansons
1. Like Eating Glass (Ladytron Zapatista Mix)
2. Helicopter (Whitey version)
3. Positive Tension (Jason Clark of Pretty Girls Make Graves Remix)
4. Banquet (Phones Disco Edit)
5. Blue Light (Engineers 'Anti Gravity' Mix)
6. She's Hearing Voices (Erol Alkan's Calling Your Dub)
7. This Modern Love (Dave Pianka's Making Time Remix)
8. The Pioneers (M83 Remix)
9. Price of Gasoline (Automato Remix)
10. So Here We Are (Fourtet Remix)
11. Luno (Bloc Party Vs Death From Above 1979)
12. Plans (Replanned by Mogwaï)
13. Compliments (Shibuyaaka Remix by Nick Zinner)